# Hans Kramer (Historiker)
Hans Kramer (* 5. August 1906 in Innsbruck; † 1992) war ein österreichischer Historiker.

## Leben
Er studierte in Innsbruck und Wien bei Hans Voltelini, Hans Hirsch und Oswald Redlich. Nach der Promotion 1929 war er ordentliches Mitglied des Österreichischen historischen Instituts in Rom und seit 1933 Beamter des Tiroler Landesregierungsarchivs in Innsbruck. 1937 habilitierte er sich an der Universität Innsbruck. Hauptgutachter war Ignaz Philipp Dengel, dessen Nachfolger er 1947 als Professor für Geschichte der Neuzeit wurde. Als solcher lehrte er bis zu seiner Emeritierung 1976. 1956 wurde er Mitglied der Accademia degli Agiati in Rovereto.

## Schriften (Auswahl)
- mit Otto Stolz u. a. (Hrsg.): Marx Sittich von Wolkenstein. Landesbeschreibung von Südtirol, verfasst um 1600. Erstmals aus den Handschriften herausgegeben von einer Arbeitsgemeinschaft von Innsbrucker Historikern [Festgabe zu Hermann Wopfners sechzigstem Lebensjahr] (= Schlern-Schriften. Veröffentlichungen zur Landeskunde von Südtirol. Band 34). Universitätsverlag Wagner, Innsbruck 1936, OCLC 162774458 (Digitalisat).
- Habsburg und Rom in den Jahren 1708–1709. Innsbruck 1936, OCLC 476202794.
- P. Joachim Haspinger. Innsbruck 1938, OCLC 238791705.
- Die Gefallenen Tirols, 1796–1813. Innsbruck 1940, OCLC 1124233002.
- Die Italiener unter der österreichisch-ungarischen Monarchie. Wien 1954, OCLC 163738932.
- mit Oswald von Gschliesser, Osmund Menghin, Georg Mutschlechner und Fritz Steinegger: Bergisel-Buch. Universitätsverlag Wagner, Innsbruck 1964.
- Geschichte Italiens von der Völkerwanderung bis zur Gegenwart (= Urban Bücher). 2 Bde. Stuttgart 1968.